# Perfect World (canción de Twice)
«Perfect World» es una canción grabada por el grupo surcoreano Twice. Fue lanzada por Warner Music Japan el 29 de junio de 2021, como el sencillo principal y cuarta pista publicada de su tercer álbum de estudio japonés titulado también Perfect World.

## Antecedentes y lanzamiento
El 19 de mayo de 2021, se publicó un adelanto fotográfico en las cuentas de redes sociales japonesas de Twice sobre el próximo álbum de estudio del grupo. El 22 de junio, se reveló la lista completa de canciones, que incluía las tres pistas lanzadas de manera individual previamente, «Fanfare» y «Better» publicadas en 2020 y «Kura Kura» publicada en mayo de 2021. Además se informaba que la nueva canción principal llevaría por título también «Perfect World».
Además, se publicaron fotos conceptuales individuales de cada una de las miembros, en donde se aprecia a las integrantes del grupo posando con expresiones seguras mirando al frente, mientras el fondo se derrumba, expresando a «mujeres fuertes que no se derrumban ante ninguna situación».

## Composición
«Perfect World» fue compuesta por Risa Horie, Jjean, Justin Reinstein, Lacnd y Lee Woo-min ("collapsedone"), mientras que su letra fue escrita por Risa Horie.

## Vídeo musical
El 28 de junio de 2021, la cuenta oficial de YouTube de Twice Japón publicó un primer avance del vídeo musical de «Perfect World». Un día después fue lanzado un segundo teaser del nuevo vídeo y, horas más tarde, fue lanzado el vídeo musical de «Perfect World», sencillo principal del álbum. El vídeo expresa el concepto de mujeres fuertes que no se mueven bajo ninguna circunstancia, con un sonido salvaje donde las miembros realizan una fuerte presentación arriba de un escenario, mientras el público y el propio escenario comienzan a caer, atraídos por las integrantes.

## Reconocimientos

### Listados
| Publicación  | Lista                                      | Ranking | Ref.   |
| ------------ | ------------------------------------------ | ------- | ------ |
| Genius Korea | 2021 Year End Chart - Top Songs            | 42.º    | [ 10 ] |
| Genius Korea | 2021 Year End Chart - Top K-Japanese Songs | 3.º     | [ 11 ] |

## Historial de lanzamiento
| País   | Fecha               | Formato                       | Sello              | Ref.   |
| ------ | ------------------- | ----------------------------- | ------------------ | ------ |
| Varios | 29 de junio de 2021 | Vídeo musical                 | Warner Music Japan | [ 12 ] |
| Japón  | 28 de julio de 2021 | CD Descarga digital streaming | Warner Music Japan | [ 13 ] |